# Temporada 1937-1938 del Liceu
| Temporada 1937-1938 del Liceu |                       |                  |                   | |           |                |
| Òpera                         | Compositor            | Director musical | Director d'escena | Papers principals | Producció | Dates          |
| Samson et Dalila              | Camille Saint-Saëns   | Antoni Capdevila | Joan Villaviciosa | Fernand Faniard, Lucienne Anduran, Charles Poal, Canut Sàbat, Manuel Gas, Josep Farràs, Jordi Frau, August Gonzalo |           | 4 al 6 de març |
| Manon                         | Jules Massenet        | Josep Sabater    | Joan Villaviciosa | Bernardette Delprat, Mercè Roca, Elena Lucci, Alexina Zanardi, Raoul Jobin, Joseph Lanzone, Manuel Gas, Jaume Ferré, August Gonzalo, Alfons Serratacó, Alexandre Nolla |           | 10 de març     |
| Louise                        | Gustave Charpentier   | Josep Sabater    | Rafael Moragas    | Bernardette Delprat, Raoul Jobin, Angeles Rossi, Louis Guénot, Elena Lucci, Mercè Roca, Alexina Zanardi, Angela Pena, Carme Gombau, Palmira Miralles, María T. Cuesta, Conchita Morales, August Gonzalo, Josep Farràs, Alexandre Nolla, Alfons Serratacó, Manuel Corbacho |           | 13 de març     |
| Las golondrinas               | José María Usandizaga | Francisco Palos  | Eugeni Casals     | Conchita Panadés, Matilde Martin, María Zaldivar, Trini Rodríguez, Marcos Redondo, Antoni Balaguer, Francisco Sanz, Antonio Palacios, Asensio Rodríguez, Luis Guzmán |           | 19 de març     |
| Marina                        | Emilio Arrieta        | Francisco Palos  | Rafael Moragas    | Maria Espinalt, Mercè Roca, Hipòlit Lázaro, Marcos Redondo, Pablo Gorgé, August Gonzalo, Alexandre Nolla |           | 29 de març     |
| El giravolt de maig           | Eduard Toldrà         | Antoni Capdevila | Rafael Moragas    | Conchita Panadés, Concepció Callao, Emili Vendrell, Canut Sàbat, August Gonzalo, Alfons Serratacós |           | 12 d'abril     |
| Els Pirineus                  | Felip Pedrell         | Josep Sabater    | Rafael Moragas    | Manuel Gas, Carme Gombau, Mercè Roca, Alexina Zanardi, Elena Lucci, August Gonzalo, Rosario Miralles, Alexandre Nolla, Josep Farràs |           | 12 d'abril     |
| La Dolores                    | Tomás Bretón          | Josep Sabater    | Rafael Moragas    | Matilde Martín, Elena Lucci, Hipòlit Lázaro, Ricard Fuster, Pablo Gorgé, Manuel Gas, August Gonzalo, Josep Farràs |           | 14 d'abril     |
| Carmen                        | Georges Bizet         | Antoni Capdevila | Joan Villaviciosa | Concepció Callao, Maria Espinalt, Mercè Roca, Carme Gombau, Antoni Cortis, Ricard Fuster, Josep Farràs, Manuel Gas, August Gonzalo, Alfons Serratacó |           | 7 de juliol    |